# يو إف سي 31
يو إف سي 31: مؤمن ومحمّل (بالإنجليزية: UFC 31: Locked and Loaded)‏ هو حدث لفنون القتال المختلطة نظمته يو إف سي، أُقيم في 4 مايو 2001، على مارك جي إيتيس أرينا في ترامب تاج محل في أتلانتيك سيتي، نيوجيرسي، الولايات المتحدة.